# Hemigenia dielsii
Hemigenia dielsii là một loài thực vật có hoa trong họ Hoa môi. Loài này được (Hemsl.) C.A.Gardner mô tả khoa học đầu tiên năm 1931.